# A Reforma da Natureza
A Reforma da Natureza é um livro infantil escrito por Monteiro Lobato e publicado pela primeira vez em 1941.
Dona Benta, Tia Nastácia e o Visconde de Sabugosa são convidados pelos chefes de Estado da Europa para participar da Conferência da Paz de 1945 como representantes da Humanidade e do Bom Senso. Desta forma, a pequena "República do Sítio do Picapau Amarelo" poderá ensinar à humanidade o segredo de bem governar os povos. Pedrinho e Narizinho os acompanham, mas Emília fica no Sítio.
Na verdade, Emília não quis ir porque pretendia fazer a sua "reforma da natureza". Com a ajuda de Rã (ou Rãnzinha da Silva), sua amiga do Rio de Janeiro ela criou o passarinho-ninho; o livro comestível; o porco magro (testado no Marquês de Rabicó); o sei-lá-que-animal-é-esse (testado no Quindim; o bule que apita; usaram as forças (centrífuga e centrípeta) para manipular a cadeira de balanço de Dona Benta e a cama de Narizinho; colocaram as abóboras na jabuticabeira e as jabuticabas no pé de abóbora; o pernilongo cantor; a gaiola de cabelo; as pulgas moles e paradas no meio do ar; moscas sem asas; a reforma na mocha; reforma na personalidade das borboletas azuis.
Quando Dona Benta voltou, Emília perdeu quase tudo. Mas, com a ajuda de Visconde, fez sua nova reforma: fez enxertos, in anima vile, em formiga, grilo, minhoca, pulga e centopéia. Graças a isso, e uma ajuda das aulas sobre glândulas (tireóide e pituitária), fizeram insetos gigantes, pulga que pulava à 220 metros de altura, a "noventaequatropéia" (centopéia de noventa e quatro pernas), a minhoca de seis pernas, e muito mais coisas. A segunda parte da Reforma da Natureza, muitas vezes é encontrada num livro chamado "O Espanto das Gentes". O livro comum só contem na maioria das vezes a primeira parte.

## Capítulos
Primeira parte
1. A reforma da natureza

1. Aparece a Rã
2. O passarinho-ninho
3. Reforma da Mocha
4. Borboletas, moscas e formigas e as taturanas
5. Reformas na Europa e nas pulgas
6. Os odres vivos e o peso
7. No dia seguinte
8. O livro comestível
9. A volta de Dona Benta
10. Nem tudo Emília perdeu
11. a arte de inventar e reinventar palavras

Segunda parte (Originalmente lançada como livro separado, intitulado "O Espanto das Gentes")
1. O laboratório do Visconde
2. Os estudos
3. A pulga gigante
4. A noventaequatropéia
5. O medo do mundo
6. Os dois colegas
7. A caça ao monstro
8. Era reinação